# Крочефиески
Крочефиески (итал. Crocefieschi) — коммуна в Италии, располагается в регионе Лигурия, в провинции Генуя.
Население составляет 588 человека (2011), плотность населения составляет 47,57 чел./км². Занимает площадь 11,73 км². Почтовый индекс — 16010. Телефонный код — 010.
Покровителем населённого пункта считается святой Immacolata Concezione.

## Демография
Динамика населения:

## Администрация коммуны
- Официальный сайт: